# 2S34 Chosta
2S34 Chosta (ros. 2С34 Хоста, pol. funkia) – rosyjski samobieżny moździerz kalibru 120 mm produkowany przez Permskie Zakłady Budowy Maszyn. Konstrukcja została oficjalnie zaprezentowana podczas międzynarodowej wystawy przemysłu obronnego w Moskwie w 2014 roku.
Pojazd powstał jako modernizacja produkowanej od lat 70. XX wieku samobieżnej haubicy 2S1 Goździk, w znacznej mierze niespełniającej wymogów pola walki w XXI wieku. Przebudowa zmieniła zastosowanie pojazdu, pozwalając na wykorzystanie go do zapewnienia bezpośredniego wsparcia ogniowego.

## Charakterystyka
Pojazd wykorzystuje podwozie z haubicy 2S1 Goździk, którego stalowy spawany pancerz zapewnia ochronę przed pociskami z broni małokalibrowej oraz odłamkami pocisków. Napędza go silnik wysokoprężny YaMZ-238 o mocy 300 KM pozwalając na osiągnięcie prędkości 60 km/h na drodze. Zachowana została zdolność pływania konstrukcji.
Uzbrojenie główne stanowi osadzony w nowej wieży moździerz 2A80-1 kalibru 120 mm, będący ewolucją modelu 2A80 montowanego w 2S31 Wena. Posiada on półautomatyczny system ładowania oraz system kierowania ogniem. Może wystrzeliwać różne rodzaje amunicji, od klasycznych moździerzowych granatów odłamkowych i dymnych do amunicji precyzyjnej typu Kitołow-2M. Zasięg zależy od stosowanego rodzaju amunicji i wynosi od 7 do 13,5 km. Na wyposażeniu znajduje się także karabin maszynowy PKTM oraz wyrzutnie granatów dymnych.

## Użycie bojowe
Moździerze 2S34 zostały użyte w trakcie rosyjskiej inwazji na Ukrainę, gdzie według statystyk prowadzonych przez zajmujący się białym wywiadem blog Oryx do 20 listopada 2022 roku Siły Zbrojne Ukrainy przejęły dwa tego typu pojazdy.

## Użytkownicy
- Rosja
  - Wojska Lądowe – ok. 50[6]

## Galeria

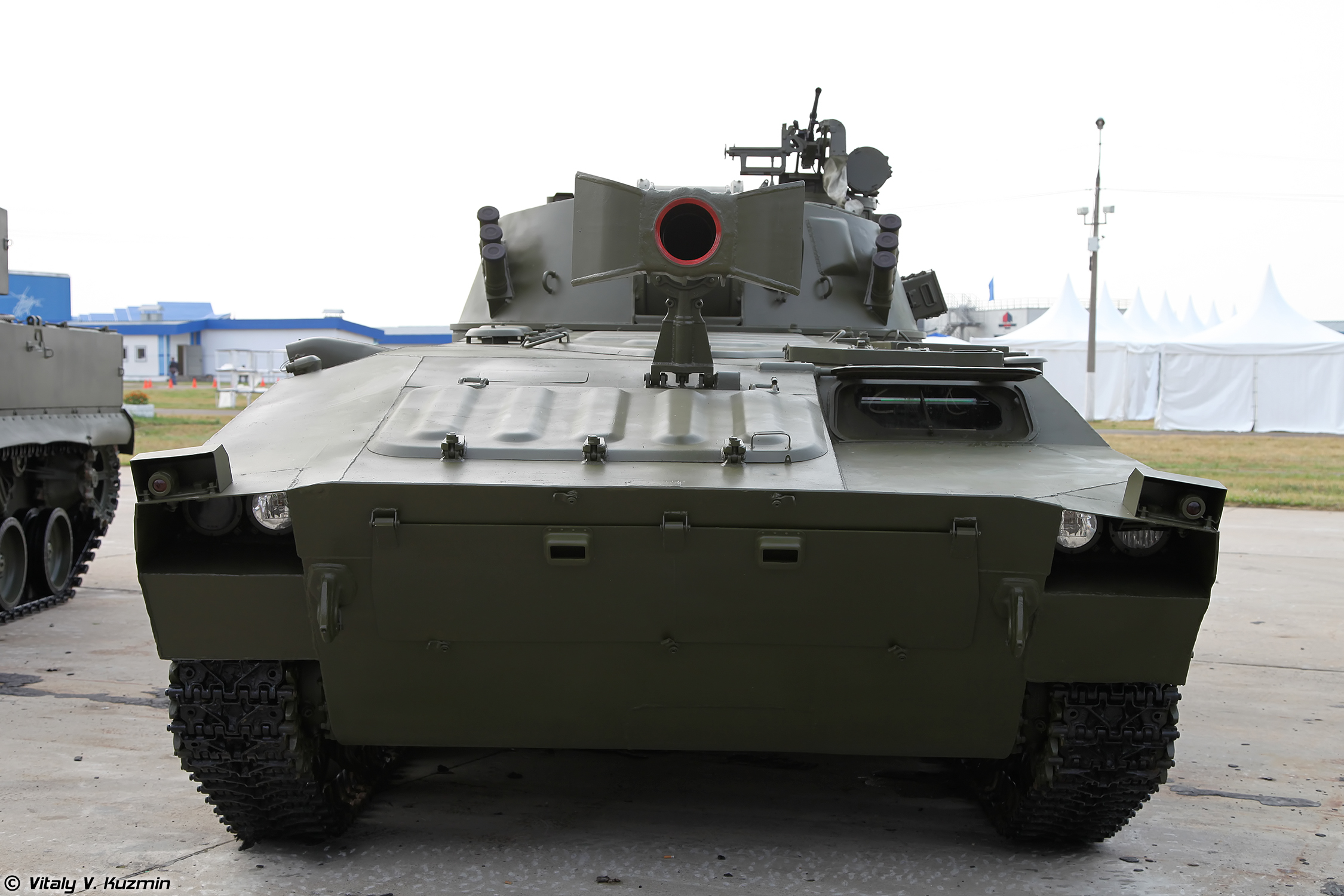
Widok na front
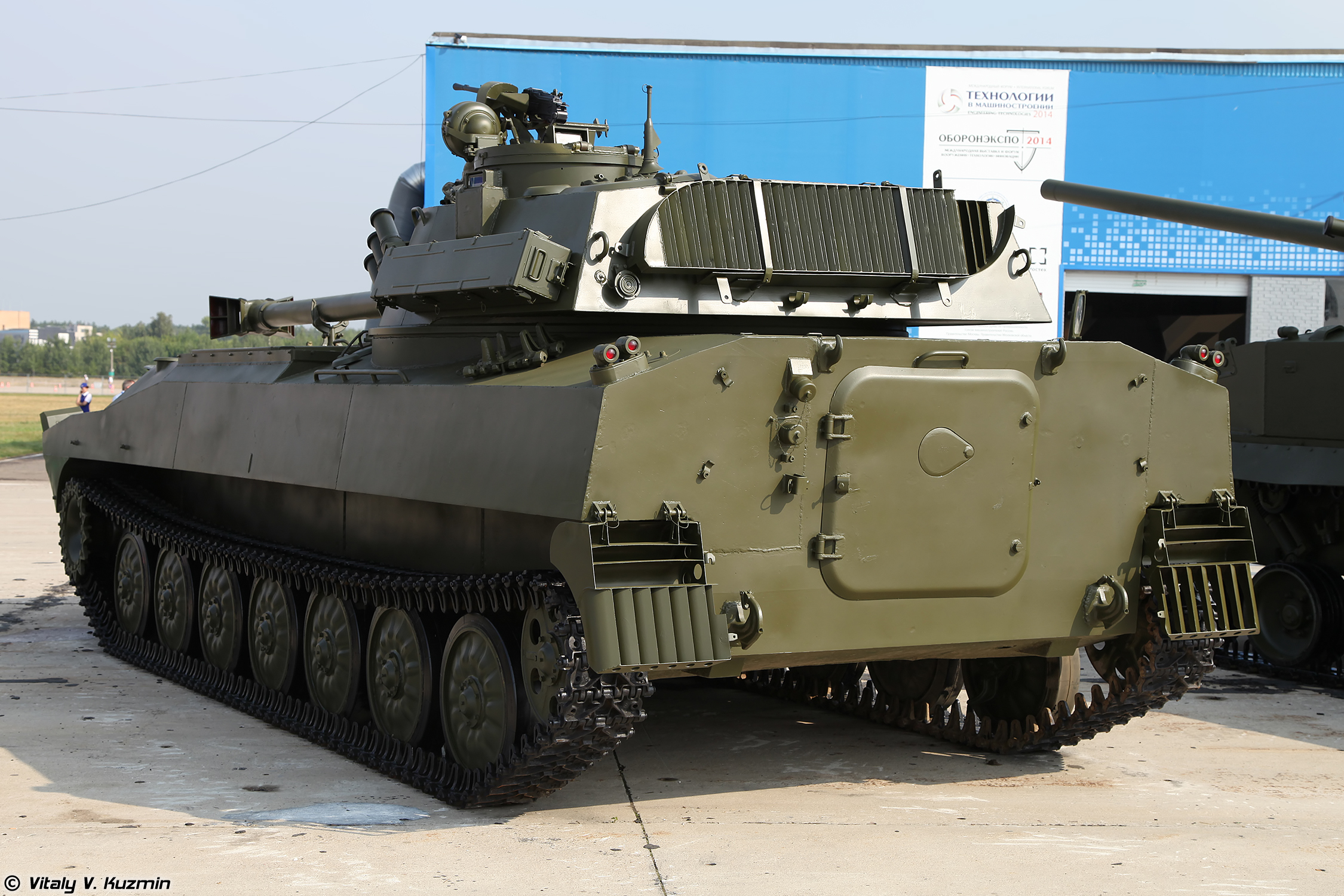
Widok na tył
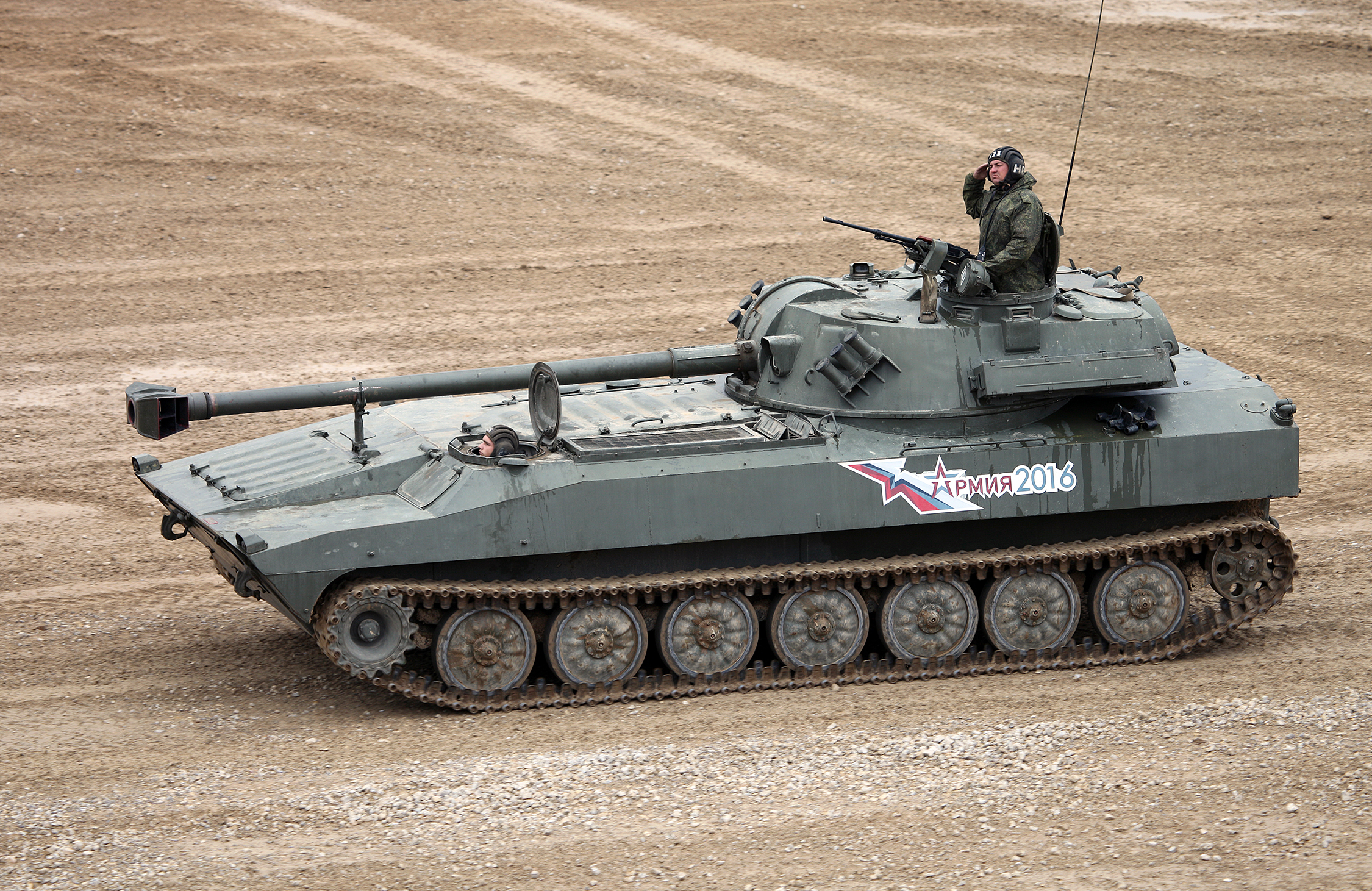
Widok z boku
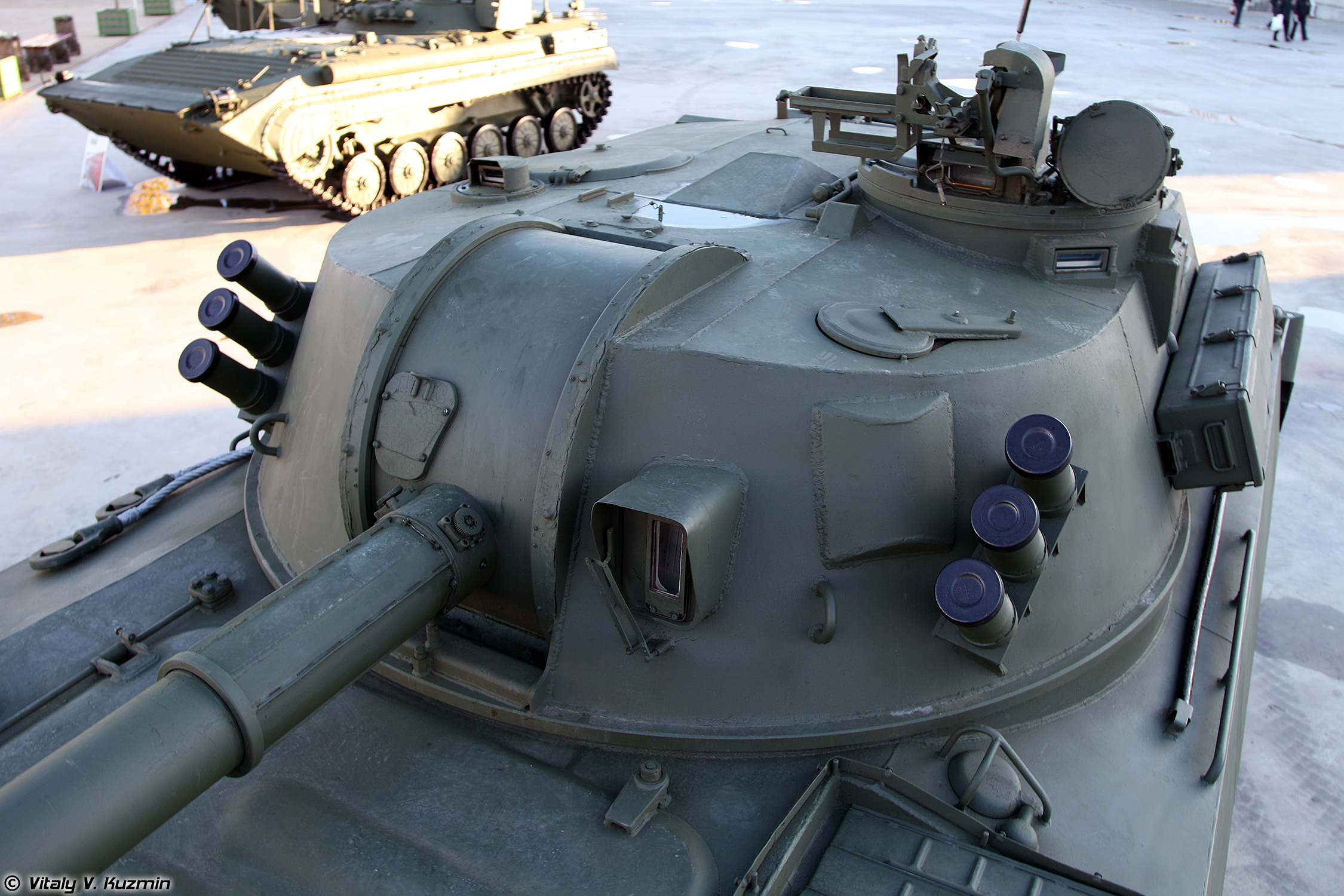
Zbliżenie na wieżę, dobrze widoczne jarzmo moździerza, celownik oraz wyrzutnie granatów dymnych